# Polyrhachis townsvillei
Polyrhachis townsvillei är en myrart som beskrevs av Horace Donisthorpe 1938. Polyrhachis townsvillei ingår i släktet Polyrhachis och familjen myror. Inga underarter finns listade i Catalogue of Life.